# Ponarejanje osebnih dokumentov
Ponarejanje osebnih dokumentov je postopek, v katerem so osebni dokumenti, ki jih je izdal upravni organi kopirani in/ali spremenjeni s strani oseb, ki za ustvarjanje takih dokumentov in za izvajanje takih sprememb niso pooblaščene in to počnejo z namenom zavajanja tistih, ki si bodo dokument ogledali za preverjanje identitete nosilca dokumenta. Izraz prav tako zajema dejavnost pridobivanja osebnih dokumentov upravnih organov s ponarejanjem potrebne dokumentacije za to izvedbo, za ustvarjanje želene identitete. 
Osebni dokumenti se razlikujejo od drugih poverilnic, saj so namenjeni le za uporabo s strani osebe, ki je lastnica dokumenta. V primerjavi z drugimi poverilnicami so lahko osebni dokumenti uporabljeni za omejevanje dejavnosti imetnika ter za njihovo širitev.
Dokumenti, ki so bili na ta način ponarejeni vključujejo vozniško dovoljenje (ki je bilo zgodovinsko ponarejeno ali spremenjeno kot poskus prikrivanja dejstva, da je imetnik kartice pod dovoljeno starostjo za prodajo in uživanje alkohola, ki je določena zakonsko), rojstni listi in kartice socialne varnosti (verjetno uporabljene v shemi kraj identitete ali za goljufanje vlade) in potni listi (uporabljeni za izogibanje omejitev, ki določajo vstop v državo). V začetku leta 2010 je bilo 11 milijonov ukradenih ali izgubljenih potnih listov, ki so bili registrirani v globalni bazi podatkov Interpola. 
Takšni lažni dokumenti so lahko uporabljajo za krajo identitete, spremembe opisa starosta, ilegalno imigracijo in organiziran kriminal.
Scenariji uporabe, tehnike ponarejanja in varnostni protiukrepi
Potrebno je razlikovati med različnimi načini uporabe osebnih dokumentov. V enem primeru je lažna osebna izkaznica lahko način, kako prestati reden pregled, kot je preverjanje osebnega dokumenta s strani varnostnika. V drugem, bolj ekstremu primeru mora dokument prestati strokovni nadzor strokovnjaka za pregledovanje dokumentov, kateri je lahko opremljen s tehničnimi orodji za preverjanje biometričnih podatkov v kartici. Da je ponarejanje težje, večina sodobnih osebnih izkaznic vsebuje varnostne lastnosti, ki zahtevajo specializirano in drago opremo za podvajanje. Šolske izkaznice je običajno lažje ponarediti, saj običajno nimajo enako visokih varnostnih standardov, ki bi bili primerljivi z nivojem standarda varnosti vladnih osebnih izkaznic. 
Sodobni ponaredki osebnih izkaznic skoraj vedno nosijo sliko pooblaščenega uporabnika, kar je preprosta in učinkovita oblike biometrične identifikacije. Kljub temu je postalo ponarejanje osebnih izkaznic s fotografijo, v zadnjih letih veliko bolj preprosto, saj so na voljo cenovno ugodni visoko resolucijski klasični in laserski tiskalniki, s katerimi je možno replicirati in laminirati dokumente do te mere, da so podobni oziroma skoraj identični kot uradni dokumenti. Večinoma se za takšno oblikovanje uporablja računalniška oprema za poustvarjanje in izdelovanje skeniranih kopij imetnika licence.  
Kompleksnejše osebne izkaznice zdaj ustvarjajo s tiskanjem na material, ki se imenuje Teslin ali Artisyn, ki sta materiala podobna papirju in sta pravzaprav mikro porozni plastični plošči. Ko se pri tem uporablja tehnologija hologramiranja, gre kartica nato skozi laminirno napravo, ki ustvari zelo visoko temperaturo, da se tako lahko na ta način ustvari osebno izkaznico, katere videz je videti pristen. 
Za povečanje varnosti osebnih izkaznic so bile uporabljene številne varnostne tehnike tiskanja. Na primer številni sodobni dokumenti vsebujejo holograme, ki jih je težko podvojiti brez drage opreme, ki na splošno ni na voljo. Čeprav je poustvarjanje takšnih hologramov izredno težko, se lahko z uporabo mešanice pigmentov in določenih kemičnih spojin poustvari podobno svetleč barvni videz, ki lahko prestane podrobne preglede.  
Nekateri dokumenti poleg tega vključujejo še magnetni trak, ki prav tako vsebuje enake informacije in je lahko preverjen preko informacij, ki jih lahko na isti barkodi bere računalnik. Magnetni trakovi lahko prav tako vsebujejo druge skrivne identifikacijske informacije. Čeprav se lahko ponaredi tudi magnetne trakovie osebnih izkaznic, predstavljajo še dodatno oviro amaterskim ponarejevalcev. Dodane so lahko še druge prikrite varnostne naprave, ki vključujejo vgrajene varne čipe kriptoprocesorje, ki so oblikovani tako, da se jih izjemno težko ponaredi in RFID oznake: obe tehnologiji sta lahko prav tako združeni, kot je to v primeru brezkontaktnih pametnih kartic. 
Še ena učinkovita tehnika je uporaba spletne potrditve varnostnih informacij v centralni bazi podatkov. V številnih primerih lahko spletna potrditev zazna preprosto kopiranje dokumenta, s tem, da zazna poskusno istočasno uporabo na več krajih, ali popolnoma napačne osebne izkaznice, saj se informacije na osebni izkaznici ob preverjanju izkažejo za neveljavne. Preprosta metoda potrjevanja pristnosti ID kartice, se lahko ugotovi tudi s pomočjo potrjevanje serijske številke v centralni bazi, ki je za vsako kartico edinstvena in shranjena v osrednji bazi podatkov. Ko je kartica preverjena, hitro postane jasno ali je ID napačna; ali število na osebni izkaznici ni registitano na imetnika ali pa izkaznica sploh nima številke. Spletno potrjevanje ima prav tako prednost, da dovoljuje lahko najdbo izgubljenih ali ukradenih dokumentov. 
Mnoge sodobne poverilnice zdaj vsebujejo nekakšno vrsto barkode. Na primer številna Ameriška vozniška dovoljenja vsebujejo 2-dimenzionalno kodo v PDF417 formatu, ki vsebuje enake informacije, kot prednja stran dovoljenja. Barkode dovoljujejo hitro preverjanje poverilnic za nizko-varnostne aplikacije in lahko potencialno vsebujejo dodatne informacije, ki so lahko uporabljene za potrjevanje drugih informacij na kartici.
Uspešen  trg spletnih spletnih strani, ki omogočajo pridobitev lažnega osebnega dokumenta za kogar koli z računalnikom. 

## Sistematični napadi
Kombinacija več visoko-varnostnih rešitev kot je recimo biometrika in dobro izučeni inšpektorji za odkrivanje ponarejenih dokumentov, so lahko izjemno učinkoviti pri preprečevanju preproste izdelavnih ponarejenih dokumentov. Tako namesto drage specializirane opreme, ki je potrebna za izdelavo lažnih dokumentov, je morda mnogo bolj ekonomično proizvesti ‘’pristno ponarejen’’ dokument, ki je popolnoma legitimen vendar vsebuje lažne informacije. Eden izmed načinov kako je to narejeno je ta, da se uradnemu organu predstavi lažne poverilnice, ki jih nato potrdijo z izdajo novega dokumenta. Na ta način so lahko lažne identitete in poverilnice v obtoku daljše časovno obdobje.
Še preprostejši način, ki ga uporabljajo za izdelavo lažnih poverilnic, so vpleteni uradniki, ki se jih s podkupovanjem ali ustrahovanjem pregovori v to, da izdajajo dokumente z lažnimi poverilnicami. Ta metoda je lahko prav tako združena tudi s postopkom, ki je omenjen zgoraj.
Korupcijo v procesu izdaje osebnih dokumentov je težko preprečiti, saj se ekonomske spodbude za korupcijo večajo, ko se poveča vrednost poverilnic. To drži predvsem v primerih lažnih identifikacijskih kartic, ki v enem dokumentu združujejo več funkcij in za dokumente, ki so izdani v večjem številu, kjer je v procesu preverjanja vključenih več tisoč ljudi. To ustvari večjo verigo ljudi in s tem potencial za korupcijo.
Prepoznavanje “pristno ponarejenega” dokumenta predstavlja težak in dolg postopke; ker je tak ponaredek pravzaprav legitimen dokument, ki bo prestal vse možne teste za odkrivanje ponarejenih dokumentov. Za zaznavanje takšnih ponaredkov je potrebno izvesti pregledovanje preteklosti posameznika, da se lahko potrdi legitimnost informacij navedenih na dokumentu. Dandanes se vozniška dovoljenja in identifikacijske kartice preverjajo s skeniranjem magnetnega traku na zadnji strani dovoljenja ali izkaznice ali pa z uporabo ultravijolične luči, ki prikaže podobe na identifikacijskih karticah, ki so bile natisnjene s strani vlade in so vidne le pod ultravijolično lučjo.